# Filles de Kilimanjaro
Filles de Kilimanjaro je studiové album amerického jazzového trumpetisty Milese Davise. Jeho nahrávání probíhalo v červnu a v září 1968. Album vyšlo v roce 1968 ve Spojeném království a v USA až v roce 1969. Producentem alba byl Teo Macero. Název alba i názvy všech skladeb jsou ve francouzštině.

## Seznam skladeb
Autorem všech skladeb je Miles Davis.
| Pořadí         | Název                 | Délka |
| -------------- | --------------------- | ----- |
| 1.             | Frelon Brun           | 5:39  |
| 2.             | Tout de Suite         | 14:07 |
| 3.             | Petits Machins        | 8:07  |
| 4.             | Filles de Kilimanjaro | 12:03 |
| 5.             | Mademoiselle Mabry    | 16:32 |
| Celková délka: | Celková délka:        | 56:30 |

## Obsazení
- Miles Davis – trubka
- Wayne Shorter – tenorsaxofon
- Herbie Hancock – elektrické piano
- Chick Corea – elektrické piano
- Ron Carter – baskytara
- Dave Holland – kontrabas
- Tony Williams – bicí